# フェルナン・サバテ
フェルナン・サバテ（Jérôme Guillaume Fernand Sabatté、1874年5月14日 - 1940年10月22日）はフランスの画家。おもに歴史画を描いた。

## 略歴
フランス南部、ロット＝エ＝ガロンヌ県のエギュイヨンに生まれた。6歳の時両親は離婚し、母親とボルドーに移った。ボルドーの美術学校で学んだ後、1893年にパリ国立高等美術学校に入学し、象徴主義の画家、ギュスターヴ・モローの工房で学んだ。1895年にフランス芸術家協会の展覧会に初めて出展し、1900年にローマ賞を受賞した。1912年にはレジオンドヌール勲章（シュバリエ）を受勲した。
第一次世界大戦に動員され、クロア・ド・ゲール勲章を受勲した。1916年にはフランス北部の博物館のコレクションの避難を指揮する責任者を務めた。
1920年にジオンドヌール勲章オフィシエを受勲した。1926年からリールの美術学校で教え、1929年からパリ国立高等美術学校で教え、サバテの教えた学生にはルイーズ・コッタン(Louise Cottin:1907-1974)やイレーヌ・カルビアン(Irène Kalebjian)、ポール・アイズピリ(Paul Aizpiri: 1919-2016)、ピエール＝イヴ・トレモワ(Pierre-Yves Tremois: 1921-2020)らがいる。
1929年に隔月刊の美術雑誌「 L'Art : revue illustrée et rédigée par les artistes eux-mêmes」を刊行し、1931年まで刊行を続けた.。1935年に芸術アカデミーの会員に選ばれた。
1940年にセーヌ＝エ＝マルヌ県のシャミニー(Chamigny)で自動車事故により死亡した。